# Jeremija Lešina
Jeremija Lešina (tal. Geremia Lettiga), jedan od glavnih likova u talijanskom stripu "Alan Ford" i tajni agent u Grupi TNT. On je hipohondar koji je u ranijim epizodama bio kuhar grupe, a u novim epizodama uglavnom spava s Debelim šefom. Nije naročito sposoban ni okretan, ali se u nekim situacijama pokazao kao koristan član grupe.

## Životopis
Jeremija je mladost proveo u južnoj Italiji, a u SAD je došao kao useljenik. U početku se bavio čišćenjem cipela, prodavanjem voćnih sokova i sladoleda, da bi na koncu završio kao prodavač limuna. U isto vrijeme Broj 1 je naredio Debelom šefu da nađe agente za novoosnovanu Grupu TNT, a prvi agent kojeg je Šef pronašao bio je upravo Jeremija. Šef mu je prišao dok je prodavao limune po kiši i ponudio mu mjesto u grupi, a on je odmah pristao. Jeremija uglavnom spava u cvjećarnici, ali se u nekim epizodama pokazao kao koristan. U najnovijim epizodama se više ne pojavljuje.

## Izgled
Jeremija je visok 165 cm i težak 58 kg. Star je 52 godine. Ima slab vid pa nosi naočale, ćelav je i ima samo jedan zub.

## Citati
- Imam čir na dvanaestercu koji će uskoro prijeći na trinaesterac.

- Boli me sve i još mnogo toga.

- Osjećam se dva dana mlađi. (Nakon saune)

## Unutarnje poveznice
- Debeli šef

- Grupa TNT

- Alan Ford

- Sir Oliver